# Фёдоровский сельсовет (Фёдоровский район)
Федоровский сельсовет — муниципальное образование в Фёдоровском районе Башкортостана.
Согласно Закону о границах, статусе и административных центрах муниципальных образований в Республике Башкортостан имеет статус сельского поселения.

## Состав
с. Фёдоровка,
с. Акбулатово,
д. Гавриловка,
с. Кузьминовка,
д. Маганевка,
х. Улядаровка.
х. Митрофановка — исключён из учетных данных Указом Президиума ВС Башкирской АССР от 12.12.1986 N 6-2/396 «Об исключении из учетных данных некоторых населенных пунктов»).

## История
Согласно Закону Республики Башкортостан «О границах, статусе и административных центрах муниципальных образований в Республике Башкортостан» от 16 декабря 2004 года имел статус  сельского поселения.
В 2008 году произошло объединение Фёдоровского и Кузьминского сельсовета с сохранением наименования «Фёдоровский».
Закон Республики Башкортостан от 19.11.2008 N 49-з «Об изменениях в административно-территориальном устройстве Республики Башкортостан в связи с объединением отдельных сельсоветов и передачей населённых пунктов», ст.1 гласил:

 “Внести следующие изменения в административно–территориальное устройство Республики Башкортостан:
 44) по Фёдоровскому району:
а) объединить Фёдоровский и Кузьминовский сельсоветы  с сохранением наименования "Фёдоровский" с административным центром в селе Фёдоровка.
Включить село Кузьминовка, деревню Маганевка, хутор Улядаровка Кузьминовского сельсовета в состав Фёдоровского сельсовета. 
Утвердить границы Фёдоровского сельсовета согласно представленной  схематической карте.

Исключить из учётных данных Кузьминовский сельсовет

## Население
| 2002  | 2009  | 2010  | 2012  | 2013  | 2014  | 2015  |
| ----- | ----- | ----- | ----- | ----- | ----- | ----- |
| 5109  | →5109 | ↘5088 | ↘5023 | ↘5000 | ↘4921 | ↘4889 |
| 2016  | 2017  | 2018  |       |       |       |       |
| ↗4895 | ↗4898 | ↘4883 |       |       |       |       |